# Bairisch Kölldorf

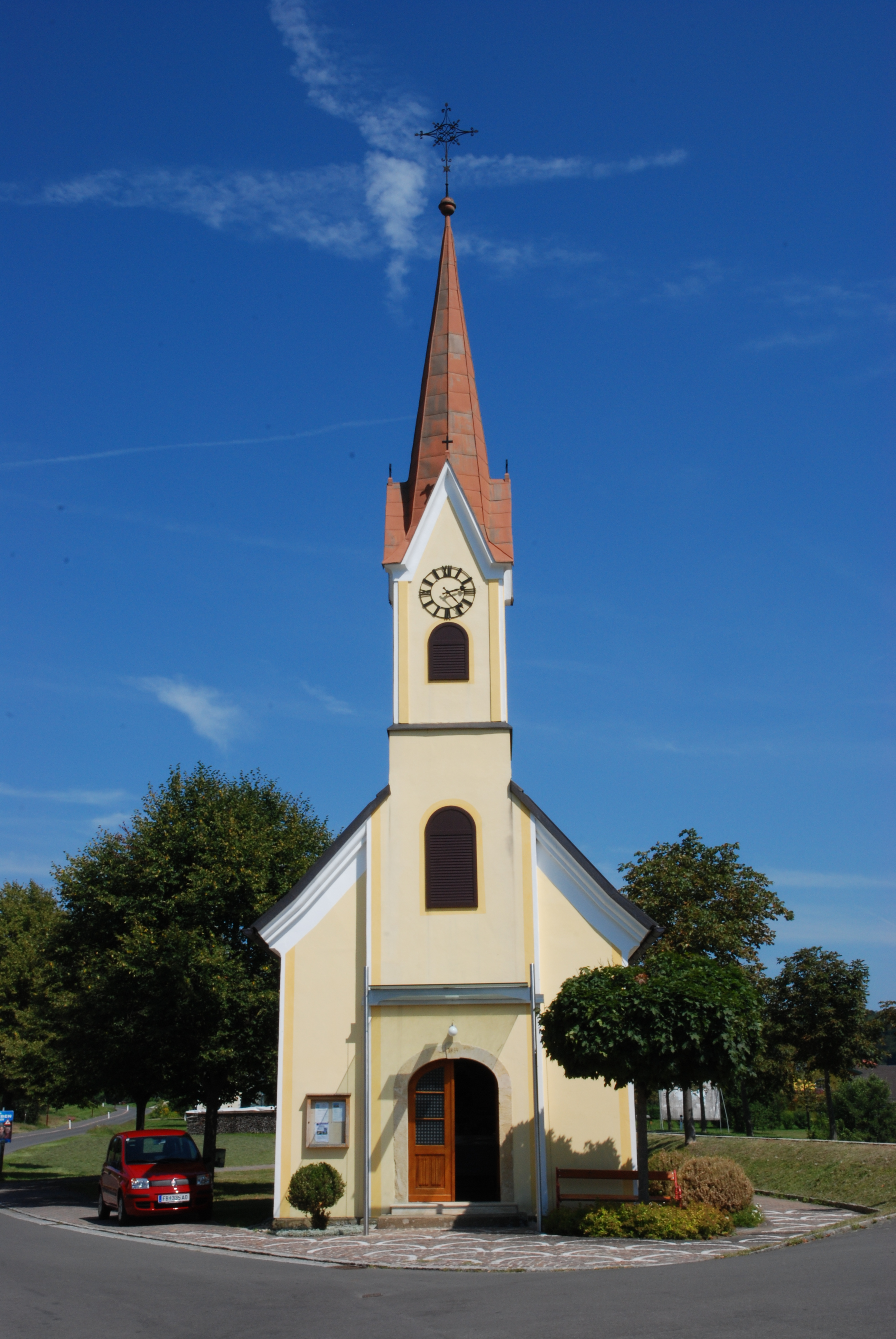
Ortskapelle Bairisch-Kölldorf

Bairisch Kölldorf ist ein Ortsteil der Gemeinde Bad Gleichenberg mit 1.038 Einwohnern (Stand 2014) im Südosten der Steiermark im Gerichtsbezirk Feldbach bzw. Bezirk Südoststeiermark.

## Geografie
Bairisch Kölldorf liegt ca. 45 km südöstlich von Graz und ca. 11 km südöstlich von Feldbach im Oststeirischen Hügelland.

## Geschichte
Seit 2015 ist Bairisch Kölldorf im Rahmen der Gemeindestrukturreform in der Steiermark mit den Gemeinden Bad Gleichenberg, Merkendorf und Trautmannsdorf in Oststeiermark zusammengeschlossen. Die neue Gemeinde führt den Namen „Bad Gleichenberg“ weiter.

## Kultur und Sehenswürdigkeiten
- Ortskapelle Bairisch Kölldorf
- Albrechtswarte
- Bairisch Kölldorf hat ein originelles Feuerwehrhaus in Form eines überdimensionalen Feuerwehrautos, welches insgesamt Platz für drei Löschfahrzeuge bietet. Es handelt sich dabei, laut Angabe der Gemeinde, um den Bau des größten Feuerwehrautos der Welt. Laut Typenschild hat das Bauwerk eine Länge von 25,4 m, eine Breite von 6,7 m und eine Höhe von 6,3 m (mit Turm 14,8 m), eine Eigenmasse von 520.000 kg, eine Nutzlast von 72.000 kg und Achslasten  von 215.000 kg und 377.000 kg. Das Bauwerk wurde im Mai 2002 fertiggestellt.
- Weiters steht im Ort auch der angeblich „weltgrößte Briefkasten“ – ein Zustellzentrum der österreichischen Post in Form eines Briefkastens.[2]

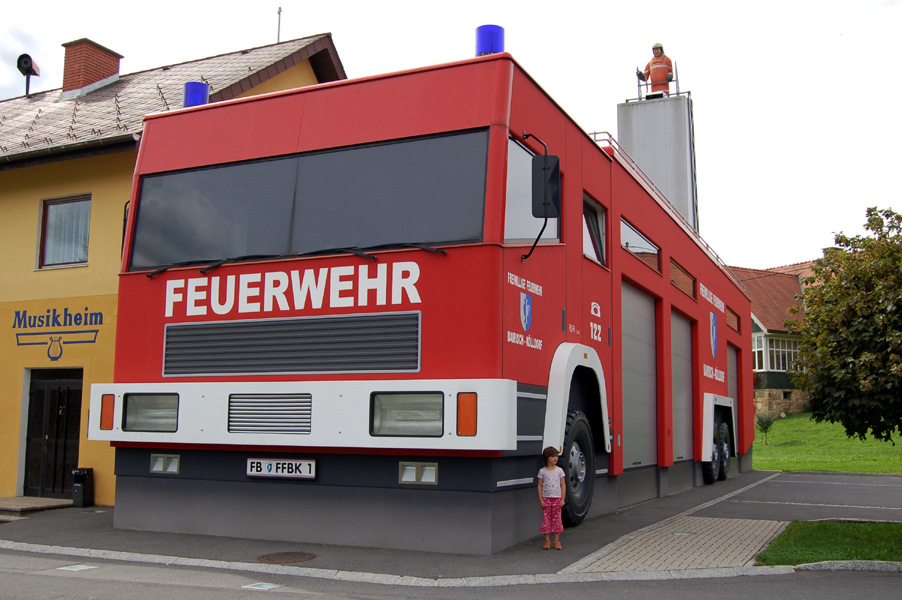
Feuerwehrhaus der Freiwilligen Feuerwehr Bairisch Kölldorf, in Form eines Feuerwehrautos
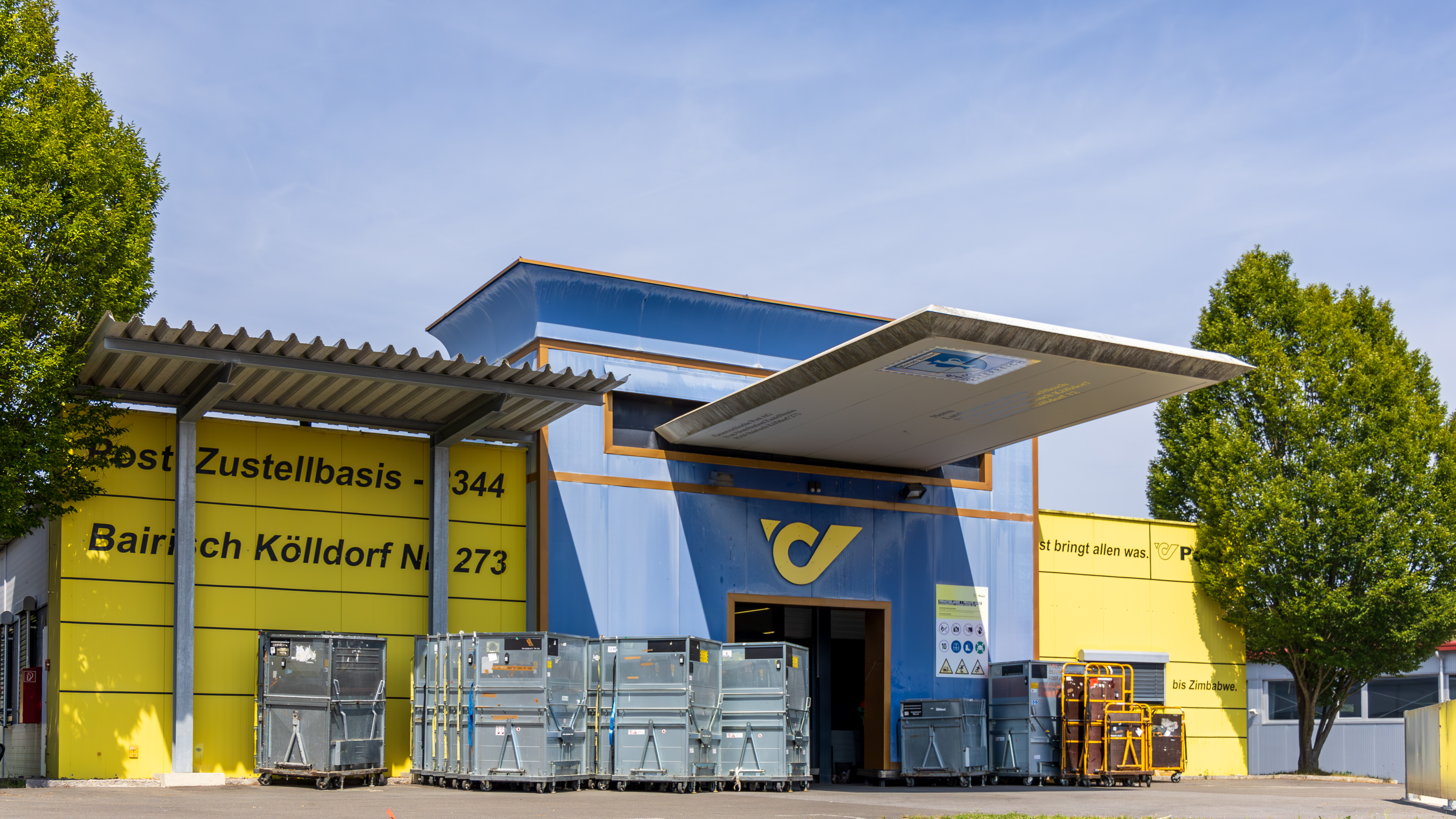
Zustellzentrum der Post

## Persönlichkeiten
- Johann Krenn (1861–1922), Landwirt und Abgeordneter zum Österreichischen Abgeordnetenhaus
- Franz Schleich (* 1956), ehemaliger Bürgermeister und Landtagsabgeordneter